# Паоло Ди Канио
Паоло Ди Канио (на италиански: Paolo Di Canio) е италиански футболист. Състезавал се е за Лацио (1985 – 1986), Тернана (1986 – 1987), Ювентус (1990 – 1993), Наполи (1993 – 1994), Милан (1994 – 1996), Селтик (1996 – 1997), Шефилд Уензди. (1997 – 1999), Уест Хем (1999 – 2003), Чарлтън Атлетик (2003 – 2004) и Чиско Рома (2006-)

## Биография
Паоло Ди Канио е роден на 9 юли 1968 в Рим, Италия. Отраства в школата на Лацио, с който и подписва първия си професионален договор. След като през сезона 1985/86 не намира място сред титулярите в нито един официален мач ди Канио е преотстъпен на „ФК Тернана“, където записва 27 мача и отбелязва два гола. Качествата му са забелязани и той се налага в Лацио, като за периода 1987 – 1990 изиграва 54 мача с любимия отбор и отбелязва четири гола. Най-големият клуб в Италия Ювентус побързва да закупи талантливия футболист и той се присъединява към отбора от Торино. На техния стадион Деле Алпи играе три години (1990 – 1993) и се превръща в основна фигура като отбелязва 6 гола в 58 мача с екипа на „Старата Госпожа“. През 1994 г. преминава в Милан, където макар и предимно резерва става шампион на Италия през 1996 г. Същата година е трансфериран в Селтик.
След трансфера си в Селтик Ди Канио се представя доста по-добре – в първия си сезон за Селтик записва 26 мача и 12 гола. През 1997/98 и 1998/99 играе в Шефилд Уензди, където отбелязва 15 гола в общо 41 мача.
От януари 1999 г. преминава в отбора на Уест Хям, където играе до сезон 2002/03. За „чуковете“ има общо 117 мача и 54 гола. През 2001 г. печели наградата на ФИФА за феърплей. В мач срещу Евертън след центриране на почти празна врата, Ди Канио хваща с ръка топката, за да се окаже помощ на вратаря на Евертън Пол Джерард, който лежи контузен на тревата. През 2003/04 преминава в Чарлтън и изиграва 17 мача, в които вкарва 8 гола.

## В живота
Паоло Ди Канио никога не е крил крайнодесните си политически убеждения, като с това си печели не само привърженици, но и много медийни врагове. Бързо се превръща в любимец на фашистите в цял свят. Става идол на феновете на Лацио, както и любимец на почитателите на редица отбори в Италия и извън нея и на множество клубове, чиито фенове се самоопределят като крайнодесни.